# Pericolo imminente (film)
Pericolo imminente (On Hostile Ground) è un film per la televisione statunitense del 2000 diretto da Mario Azzopardi.

## Trama
Il geologo Matt Andrews cerca di impedire che un'enorme voragine divori New Orleans durante il Mardi Gras.